# فرودگاه کابال
فرودگاه کابال (به انگلیسی: Kabale Airport) (به زبان بومی: Batuma Memorial Airstrip) یک فرودگاه همگانی است که یک باند فرود سنگفرش دارد و طول باند آن ۲۴۰۸ متر است. این فرودگاه در کشور اوگاندا قرار دارد و در ارتفاع ۱۸۲۰ متری از سطح دریا واقع شده است.